# 129108 Kristianwaldorff
129108 Kristianwaldorff è un asteroide della fascia principale. Scoperto nel 2004, presenta un'orbita caratterizzata da un semiasse maggiore pari a 2,6051851 UA e da un'eccentricità di 0,1574354, inclinata di 2,00345° rispetto all'eclittica.